# Динозаври
Диноза́ври (Dinosauria — від дав.-гр. δεινός — «страшний» і σαῦρος — «ящір») — надряд завропсидів, який з'явився близько 251 млн років тому. Динозаври були панівною групою наземних хребетних у мезозойську еру (тріасовий, юрський і крейдовий періоди), аж до масового вимирання 65 млн років тому. Описано понад 1000 видів. Рештки знайдені на всіх сучасних континентах. Поділяються на 2 ряди: птахотазові (Ornithischia) і ящеротазові (Saurischia), останні були предками птахів. Птахи — єдина лінія динозаврів, яка пережила подію крейдяно-палеогенового вимирання. Довжина різних видів коливалася від 0,35 до 35 м, вага — від 110 грамів до понад 100 т.
Традиційно «динозаврами» називають тільки динозаврів-нептахів. Найближчими великими спорідненими групами тварин є крокодили та вимерлі птерозаври. Динозаври різноманітні з таксономічної, морфологічної та екологічної точок зору. Птахи, нараховуючи понад 10 700 видів, належать до найрізноманітніших груп хребетних. На кожному континенті динозаври представлені як сучасними видами (птахами), так і викопними останками. У першій половині 20 століття, до того, як птахів визнали динозаврами, більшість наукової спільноти вважала, що динозаври були млявими та холоднокровними. Однак більшість досліджень, проведених з 1970-х років, показали, що динозаври були активними тваринами з підвищеним метаболізмом і численними пристосуваннями до соціальної взаємодії. Одні були травоїдними, інші м'ясоїдними. Докази свідчать про те, що всі динозаври відкладали яйця, і що будівництво гнізд було характерною рисою багатьох динозаврів, як пташиних, так і непташиних.
За філогенетичною номенклатурою динозаврів зазвичай визначають як групу, що складається з останнього спільного предка трицератопса та сучасних птахів (Neornithes), а також усіх його нащадків. Було також запропоновано визначити Dinosauria відносно Megalosaurus та Iguanodon, оскільки це були два з трьох родів, на які цитувався Річард Оуен, коли він визнав Dinosauria. Обидва визначення призводять до того, що один і той же набір тварин визначається як динозаври: «Dinosauria = Ornithischia + Saurischia». Це визначення включає такі основні групи, як анкілозаври (панцирні травоїдні чотириногі), стегозаври (пластинчасті травоїдні чотириногі), цератопси (двоногі або чотириногі травоїдні тварини з оборками на шиї), пахіцефалозаври (двоногі травоїдні тварини з товстим черепом), орнітоподи (двоногі або чотириногі травоїдні тварини), тероподи (переважно двоногі м'ясоїдні та птахи) та зауроподоморфи (переважно великі травоїдні чотирилапі з довгими шиями та хвостами).

## Опис
Головною анатомічною особливістю динозаврів є стегновий суглоб з центральним отвором. Крім того, більшість із них були двоногими. Ця особливість давала їм великі переваги перед рештою тодішніх тварин: збільшувався їхній кругозір, передні кінцівки стали вільними. Фізіологічно перші динозаври не відрізнялися від решти плазунів, але пізніші види набули теплокровність та деякі інші особливості, пов'язані з активним способом життя (це стосується, головним чином, хижих тероподів).

### Раціон
Перехідні форми й декілька груп невеликих тероподів (більшість м'ясоїдних динозаврів), таких як орнітоміміди чи альварезавриди, напевно, були всеїдними.
Представники незвичайної групи тероподів, теризинозавридів, були рослиноїдними.
Спинозаври й пелеканімім («наслідувач пелікана»), можливо, їли рибу (на це вказують особливості черепів). Вони мали багато тонких зубів, як вважають, пристосованих для утримування слизької риби. Крім того, в пеліканіміма були складки шкіри на шиї, як у пелікана (звідки й назва).
Дієту динозаврів визначають за допомогою їхніх зубів та скам'янілого посліду — копролітів. Кожен динозавр мав унікальну будову зубів, пристосовану для споживання певного типу їжі. Наприклад, завдяки цьому ми знаємо, що тероподи були хижаками: в більшості з них зуби конічної форми, плескуваті з боків, з загостреними краями й завернуті назад, щоб втримувати жертву. Ще докладнішими є копроліти: вони містять дані про те які саме види рослин чи тварин їв динозавр. Дієту хижаків можна визначити за допомогою слідів від укусів на кістках їхніх потенційних жертв, і вмісту скам'янілих решток в області черевної порожнини під час розкопок (залишки кісток тощо).
Більшість динозаврів не могли пережовувати їжу, бо в багатьох видів не було щічних м'язів. Єдиною групою з цією властивістю були деякі пізні орнітоподи. Деякі динозаври навмисне ковтали камінці (гастроліти), щоб ті перемелювали тверду їжу в шлунку.
Можливо, деякі хижаки, такі як маюнгатол і целофізис були схильні до канібалізму.

### Розміри

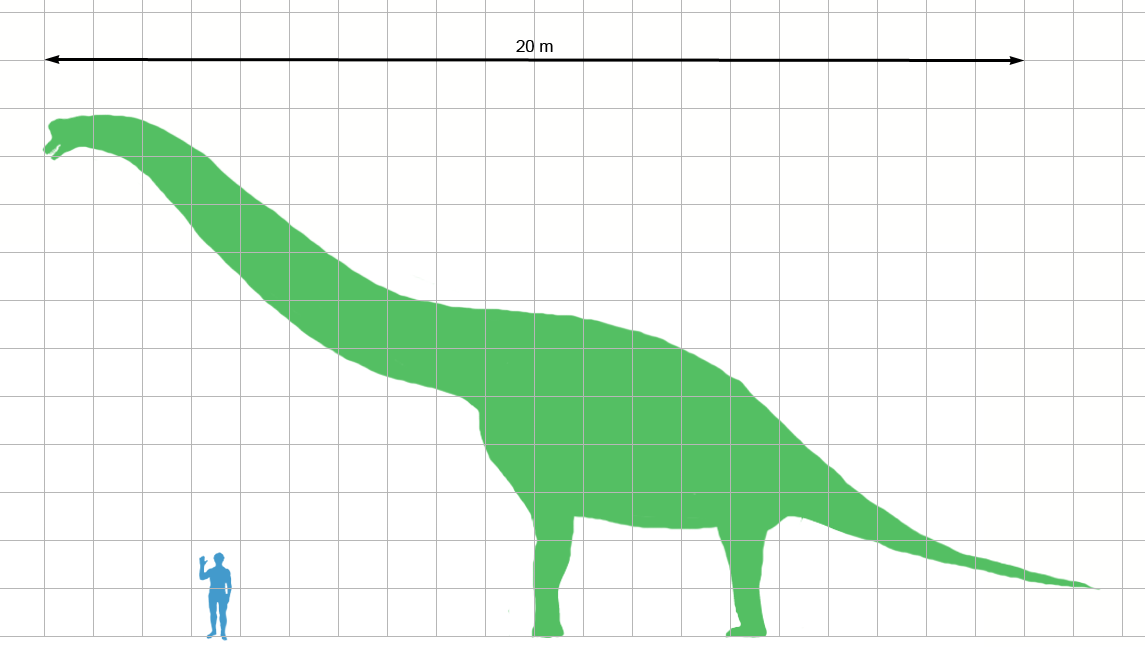
Порівняння розміру завропосейдона з людиною.

Порівняння розміру юравенатора з людиною.

Перші динозаври були відносно невеликими. Найдавніші відомі динозаври, такі як еораптор, сатурналія чи еодромеус, були завдовжки 1—1,5 м.
Перші динозаври-гіганти з'явилися у кінці тріасу, це були рослиноїдні прозавроподи, які могли сягати до 9 м. Паралельно з ними збільшилися й хижаки, але про великих хижаків тріасу відомо небагато. У юрському періоді з'явилися диплодокові, титанозаврові та брахіозаврові — відповідно найдовші, найважчі та найвищі наземні хребетні за всю історію Землі.
Серед хижаків найбільшим був спінозавр (можливо, до 17 м), основу раціону якого складала риба. Тиранозавр і деякі кархародонтозаврові були завдовжки до 15 м.

## Класифікація
Динозаври належать до групи архозаврів. До цієї групи також належать крокодили й вимерлі птерозаври й текодонти. Самі динозаври — великий надряд, до якого належать два великих ряди, які розрізняються за будовою тазу: ящеротазові (Saurischia) і птахотазові (Ornithischia). Поділ на ці два ряди був запропонований у 1887 році британським палеонтологом Гаррі Сілі (Harry Seeley). Назви мають умовний характер, оскільки у ящеротазових динозаврів будова тазу не схожа на його будову у ящірок, а птахи походять не від птахотазових, а від ящеротазових динозаврів. Ящеротазові — ряд динозаврів з лобковими кістками, первинно направленими вперед (як у крокодилів). У деяких відносно пізніх ящеротазових лобкові кістки стають спрямовані назад (як у птахів). У птахотазових лобкові кістки направлені назад первинно.
Серед обох груп є як чотириногі форми, так і двоногі.
|                                                                         |                                                                          |
| Тазові кістки птахотазових динозаврів. Лобкові кістки спрямовані назад. | Тазові кістки ящіротазових динозаврів. Лобкові кістки виступають вперед. |

До ящеротазових належать тероподи («звіроногі») и завроподоморфи («ящероногі») динозаври. Підряд тероподи охоплює усіх хижих динозаврів. Вважається, що від малих тероподів походять птахи. Завроподоморфи — в основному великі рослиноїдні динозаври з довгими шиями і хвостами.
Ряд птахотазові включає такі групи:
- стегозаври («пластинчасті ящери»), у яких пластини розміщені вздовж хребта;
- анкілозаври («закостенілі ящери») — зазвичай покриті кістяною бронею по усьому тілу;
- цератопси («рогаті ящери») — мають здебільшого 2—3 роги
- пахіцефалозаврові («товстоголові ящери») — з кістяними потовщеннями на черепах;
- орнітоподи («птахоногі»), для яких характерне пересування переважно на двох ногах (біпедальність); найвідоміший представник — ігуанодон.

Згідно з традиційною класифікацією, стегозаврів і анкілозаврів об'єднують у підряд тиреофорів («щитоносних»), цератопсів і пахицелозаврів у підряд маргіноцефалів, а третім підрядом вважають орнітоподів. За сучаснішою класифікацією виділяють два підряди: тиреофорів і цераподів, а в останній відносять орнітоподів, цератопсів і пахицефалозаврів як інфраряди.
| - †Підряд Тероподи (Theropoda) - †Без рангу Herrerasauria - †Надродина Coelophysoidea - †Інфраряд Цератозаври (Ceratosauria) - - †Родина Абелізаври Abelisauridae - (немає рангу) Tetanurae - †Надродина Megalosauroidea - †Інфраряд Карнозаври (Carnosauria) - Інфраряд Coelurosauria - - †Родина Coeluridae - †Надродина Тиранозавроїди (Tyrannosauroidea) - †(немає рангу) Орнітомімозаври (Ornithomimosauria) - (немає рангу) Maniraptora - †(немає рангу) Oviraptoriformes - †Інфраряд Теризинозаври (Therizinosauria) - - †Родина Теризинозавриди (Therizinosauridae) - †Родина Алксазавриди - †(немає рангу) Овірапторозаври - Інфраряд Deinonychosauria - - †Родина Троодонтиди (Troodontidae) - †Родина Дромеозавриди (Dromaeosauridae) - †Підряд Sauropodomorpha - †Thecodontosaurus - †Інфраряд Прозавроподи (Prosauropoda) - †Інфраряд Завроподи (Sauropoda) - †Надродина Diplodocoidea - †Надродина Titanosauriformes - †Родина Brachiosauridae - †(немає рангу) Titanosauria | - †Підряд Тиреофори (Thyreophora) - †Інфраряд Стегозаври (Stegosauria) - †Інфраряд Анкілозаври (Ankylosauria) - †(немає рангу) Цераподи (Cerapoda) - - - †Родина Heterodontosauridae - †Підряд Marginocephalia - †Інфраряд Пахіцефалозаври (Pachycephalosauria) - †Інфраряд Цератопси, або Рогаті динозаври (Ceratopsia) - - †Родина Пситакозаврові (Psittacosauridae) - †Родина Protoceratopsidae - †Родина Ceratopsidae - †Підряд Орнітоподи (Ornithopoda) - - †Родина Hypsilophodontidae - †Інфраряд Iguanodontia - - †Родина Iguanodontidae - †Родина Гадрозавриди, або Качкодзьобі динозаври (Hadrosauridae) |

Птахи — єдині динозаври, що вижили. У традиційній систематиці птахи вважалися окремим класом, який розвинувся від динозаврів, окремого надряду. Однак більшість сучасних палеонтологів, які займаються динозаврами, відкидають традиційний стиль класифікації на користь філогенетичної таксономії; цей підхід вимагає, щоб група була природною, усі нащадки членів групи повинні бути включені до групи. Птахи належать до підгрупи динозаврів Maniraptora.

## Вимирання динозаврів
Масове вимирання динозаврів (та багатьох інших видів тварин і рослин) відбулося наприкінці крейдового періоду 65,5 млн років тому і мало стрімкий характер.
За останніми науковими дослідженнями, це сталося внаслідок падіння гігантського астероїда, діаметром у 15 кілометрів. Кратер, утворений після падіння, був знайдений на території сучасної Мексики. Енергія удару астероїда об Землю в мільярд разів перевищувала енергію вибуху атомної бомби над Хіросімою. Ця подія збігається за часом з датою катастрофічної події, що поклала край 160 млн років панування динозаврів на планеті і відкрила дорогу пануванню на планеті ссавців, до яких відноситься і людина. Хоча ця теорія має ряд дуже слабких місць.
Альтернативна теорія пояснення вимирання динозаврів стверджує, що причиною його стали потужні виверження гігантських вулканів. Вони відбулися на території, яка згодом стала Деканським нагір'ям в Індії, і тривали 1,5 млн років. Противники цієї теорії стверджують, що до моменту загибелі динозаврів вулкани вивергалися вже півмільйона років, проте істотного впливу на світову флору і фауну це не мало.
І падіння метеорита, і виверження могли викликати затемнення атмосфери, похолодання і загибель безлічі видів живих істот.

## Еволюція

### Предки
Рептилії мешкали на Землі ще до появи динозаврів. Лапи у них були розташовані з боків тулуба, як у більшості сучасних ящірок. Близько 300 млн років тому під час кам'яновугільного періоду відбулося глобальне потепління, що, на думку вчених, знищило тропічні ліси і спричинилося до еволюційного вибуху серед рептилій. Кожна популяція опинилася замкненою в невеликій області проживання, і кожна почала розвиватися по-своєму, що й призвело до збільшення різноманітності.
Відтак з'явилися предки динозаврів — архозаври («панівні ящери»). Поява архозаврів йшла паралельно з масовим (але не повним) вимиранням терапсид на рубежі перму і тріасу. На початку тріасового періоду виникло безліч нових видів.
Найважливіші «прогресивні» ознаки ранніх динозаврів, які були відсутні у більшості текодонтів, були пов'язані з положенням тіла та характером локомоції. Задні кінцівки стають практично вертикальними, а їхня довжина в порівнянні з коротшими передніми кінцівками дозволяє робити висновки про ходіння на двох ногах (біпедальності).
Вищі форми терапсид за своєю організацією були дуже близькі до однопрохідних ссавців і, за деякими припущеннями, мали молочні залози і шерсть. Раптовий занепад тероморфів і розквіт «справжніх ящерів» — одна з найцікавіших загадок палеонтології.
Динозаври відкололися від своїх предків архозаврів через приблизно 20 мільйонів років після Масового пермського вимирання, яке знищило 95 % всього життя на Землі. Нині останки найдавніших динозаврів мають вік близько 230 мільйонів років. Проте у 2010 році група американських, німецьких і південноафриканських палеонтологів представила в науковому світі спільну роботу, згідно з якою перші динозаври населяли Землю на кілька мільйонів років раніше, ніж було заведено вважати. Свої висновки вони зробили, проаналізувавши останки нової динозавроподібної рептилії Asilisaurus kongwy, яка є спорідненим з динозаврами видом, що жили 245—240 млн років тому. Вчені говорять, що вже в цей час відмінності між динозавроподібними і найбільш ранніми динозаврами були істотними, отже, загальний предок динозаврів відокремився від групи Ornithodira істотно раніше, ніж вважалося раніше.
За однією з гіпотез, обидва відділи динозаврів вперше з'явилися на території сучасної Південної Америки й потім поширилися по всій Пангеї протягом тріасового періоду з 230 до 199 мільйонів років тому.

### Перші динозаври
Одним з найраніших відомих нині динозаврів вважається Staurikosaurus, що жив 228 млн років тому, частковий скелет якого був виявлений у відкладах середнього тріасового періоду на території сучасної Бразилії. Його великогомілкова кістка довша стегнової, що характерно для тварин, які бігають, кістки кінцівок порожнисті. У 1963 році був описаний герреразавр, виявлений у відкладеннях пізнього тріасу на північному заході Аргентини. Через фрагментарність останків його точне систематичне положення не було визначене. Лише після того, як у 1988 році був виявлений повніший скелет з черепом, він в основному класифікувався як примітивний теропод. Виявлений на території сучасної Мексики Tawa hallae підтвердив спорідненість герреразавра з пізнішими тероподами. Герреразавр досягав довжини до 4-х метрів і маси 200—250 кілограмів. Череп довгий і вузький, не має ознак, характерних для пізніших теропод, будова задніх кінцівок також характерна для ранніх динозаврів. Через чотири роки після відкриття ерреразавра в Аргентині був знайдений скелет ще одного стародавнього динозавра — еораптора, що жив 235 млн років тому. Зовні він був схожий на інших рептилій, але особливості кісток і зубів дозволяють віднести його до примітивних тероподів. Палеонтологи вважають, що Eoraptor нагадує спільного предка всіх динозаврів. Якщо ці припущення вірні, то ґрунтуючись на його рисах, можна говорити, що перші динозаври були маленькими, двоногими хижаками. Відкриття примітивних, подібних до динозаврів орнітодірів, таких як Marasuchus і Lagerpeton, підтримують ці припущення; аналіз скам'янілостей цих рептилій дійсно говорить про їхні малі розміри й ходіння на двох ногах.

## Історія відкриття і дослідження
Гігантські кістки, котрі знаходяться іноді в землі, в часи античності вважали останками героїв епохи Троянської війни, у Середньовіччі й аж до XIX ст. — останками велетнів, про яких згадується в Біблії і які загинули під час всесвітнього потопу; на Далекому Сході їх вважали кістками драконів і приписували їм цілющі властивості.
У 1824 році президент Королівського геологічного товариства Вільям Бакленд виступив з доповіддю про знахідку, зроблену в 1815 році в юрських сланцях Стоунзфілда (графство Оксфордшир), що складається з декількох кісток і фрагмента «допотопної» тварини. Вдавшись до допомоги видатного фахівця з порівняльної анатомії Жоржа Кюв'є, Бакленд класифікував знахідку як останки гігантської хижої ящірки (лат. sauria) і, відповідно, назвав її мегалозавром — «величезним ящером».
У 1826 році Гедеон Мантелл, хірург з Льюїса (графство Сассекс), дійсний член Ліннеївського товариства, аналогічним чином представив у Геологічному товаристві знайдені ним зуби раніше невідомого виду, якому він дав назву ігуанодон (буквально «ігуанозубий») за схожість зуба з зубом ящірки ігуани. Він же у 1833 році описав гілеозавра — представника панцирних ящурів анкілозавра.
У 1842 році англійський біолог Річард Оуен, констатувавши безсумнівну подібність між цими трьома видами і їхню відмінність від сучасних рептилій, виділив їх в особливий підвідділ, назвавши його Dinosauria («жахливі ящери»).
Відкриття у 1858 році в США добре збереженого скелета гадрозавра перевернуло уявлення про динозаврів як про чотириногих тварин, показавши, що динозаври могли ходити на двох ногах. У наступні кілька десятиліть були відкриті представники більшості основних груп динозаврів; важлива заслуга в цьому належить американським палеонтологам Отніелу Маршу й Едварду Копу, які відкрили й описали в загальній складності 142 нових види, включаючи апатозавра і бронтозавра (згодом їх віднесли до одного роду), диплодока і стегозавра, моноклона, трицератопса та ін. Накопичення матеріалу призвело до поділу динозаврів на родини птахотазових і ящеротазових (1887 рік).
У 1865 році, на острові на острові Вайт у Великій Британії було знайдено броньового динозавра, який отримав назву Polacanthus foxii.
У першій половині двадцятого століття, більшість науковців вважали, що динозаври були громіздкими, млявими тваринами. Більшість досліджень, що проводяться з 1970 року, однак, з'ясували, що динозаври були активними тваринами з підвищеним метаболізмом і численними особливостями для соціальної взаємодії.
У 1964 році знахідка дейноніха зробила нову наукову революцію, позаяк за будовою динозавра було ясно, що він пересувався відносно швидко, з чого випливав висновок, що він був теплокровним. Ідея теплокровності змушувала переглянути старі уявлення не тільки про фізіологію, але і про поведінку динозаврів, чому з'явилися підтвердження в 1979 році, коли були отримані докази батьківського інстинкту і соціальної поведінки ящерів (висиджування, захист і вигодовування дитинчат). Нарешті, порівняння верхніх кінцівок дейноніха з крилом птаха змусило припускати їхню близькість і походження птахів від динозаврів (або навіть взагалі приналежність до цього надвідділу), доказом чого стало згодом відкриття слідів оперення у ряду динозаврів. У 2005 році вченим вдалося виділити колаген зі збережених м'яких тканин тиранозавра і використовувати його хімічний склад як ще один доказ спорідненості динозаврів із сучасними птахами.
Більш того, навіть в червні 2023 року, згідно повідомлення британського видання «The Guardian», на острові Вайт у Великій Британії було знайдено скам'янілі рештки нового виду динозавра. Він належить до групи рослиноїдних динозаврів, відомих як анкілозаври, які були знайдені ще в 1980-х роках у формації Вессекс на острові Вайт — геологічній структурі, що датується 145—66 мільйонами років тому. Після ретельного аналізу знайдених решток виявилося, що це новий вид динозаврів, який назвали Vectipelta barretti на честь британського палеонтолога професора Пола Барретта, керівника відділу викопних хребетних у Музеї історії природи (NHM).

### Етимологія назви
Динозаври вперше згадані 1667 року в ілюстраціях Роберта Плота. Офіційно відкриті 1822 року подружжям Мантелів. Термін «динозавр» введений 1842 року англійським біологом Річардом Овеном для опису перших скам'янілих останків стародавніх ящерів, що вражали уяву вчених своїми розмірами.
Слово походить від грецького δεινός (deinos) — «страшний, жахливий» і σαῦρος (sauros) — «ящір». Хоча таксономічне ім'я часто інтерпретувалося як вказівка на зуби, кігті, й інші особливості динозаврів, що вселяють страх. Насправді ж Овен дав цей термін, вказуючи на їхній розмір і велич. Пояснюючи свої погляди, Овен називав динозаврів товстошкірими вторинного періоду. До товстошкірих в 19 столітті відносили великих і масивних бегемотів, слонів і носорогів, а вторинним періодом вважали мезозойську еру.

## Динозаври в культурі

### Динозаври в літературі
Динозаврам присвячено багато науково-популярних творів. Нашому читачу відомі книги Ігоря Акімушкіна «Стежкою легенд» і «Зниклий світ».
Не обійшли динозаврів увагою і белетристи. В романах Артура Конан Дойля «Загублений світ» і Володимира Обручева «Плутонія» описуються динозаври, яким вдалось проіснувати до нашого часу в ізольованих природних анклавах, умови яких не притерпіли суттєвих природних змін з часів юрського періоду. Роман Конан Дойля був багаторазово екранізованим.
Також широкої популярності набули романи американця Майкла Крайтона, в якого динозаврів вдається вивести за допомогою генної інженерії. Його книги «Парк юрського періоду» і «Загублений світ» були екранізовані Стівеном Спілбергом в однойменних картинах.